# 東海林里咲
東海林 里咲（しょうじ りさ、1997年〈平成9年〉4月11日 - ）は、日本のタレント、グラビアモデル、ラウンドガール、レースクイーン。山形県出身。株式会社MAPROMOTIONS所属。愛称は“りさぽん”。RIZINガール（2019, 2020, 2021）。

## 来歴

### RIZINガールとして
2018年12月31日、総合格闘技が大好きなことから、日本で一番大きな格闘技団体『RIZIN』の大晦日 地上波テレビ放送を実家で両親と一緒に見ていた。その際、選手の頑張る姿や諦めない姿に感動し、さらにテレビにRIZINガールが映ったことをきっかけに「私もRIZINを近くで見たい！」と思い、RIZINのラウンドガールこと『RIZINガール』を目指すことを決める。
2019年、RIZINガールになるために、美容師の仕事をやめて上京。
2019年7月、RIZINガール2019のオーディションを勝ち抜いて合格。念願の『RIZINガール』に初選出される。担当する衣装の色は『黒』となり、初年度からRIZINガール2019のセンターメンバーを務めた。東海林はこの合格を期に「人生が変わりました」と話した。
2020年7月、「RIZINガールをどうしても続けたかった」として、仕事の継続をかけてSHOWROOM時間無制限配信形式の熾烈なオーディションを勝ち抜き、1位の成績を上げてRIZINガール2020に選出された。これによりRIZINガール2年目となった。
2021年、RIZINの2021年度メインスポンサーYogiboから依頼を受けて、Yogibo Racing のレースクイーン「Yogibo Racing Girls」としてレースクイーンデビューを果たした。この年の6月に行われた日本レースクイーン大賞新人部門においてクリッカー新人賞を受賞。
2021年7月、RIZINガールオーディション2021にエントリーし合格。RIZINガール2021のセンターを務め、RIZINガール3年目となった。
2022年、RIZINのスポンサー『にゃんこ大戦争』繋がりで「にゃんこ大戦争ガールズ」としてTGR TEAM au TOM'Sのレースクイーンを務める。
2022年7月31日、さいたまスーパーアリーナで開催されたRIZIN.37をもって、3年間務めたRIZINガールを卒業。RIZIN.37イベント内で行われた卒業式ではRIZINガール代表としてマイクを持ち、「RIZINガールになりたいと思って田舎から上京しました。毎日がキラキラしていた3年間でした。これからも私のRIZIN愛は変わりません。ずっと応援し続けます。本当にありがとうございました。」と挨拶をして涙を流した。
今後については、「感謝を忘れず、私が他の舞台でも活躍することで、RIZINを知ってくれる人が増えるかもしれないので、そうやってRIZINに恩返しができれば」と話した。また、「今後もRIZINに関わるお仕事は続けさせていただきます。私の人生を変えてくれたRIZINにまた関われることが嬉しいです」と話した。
2022年8月以降は、格闘技・RIZINの深い知識を活かし、RIZINイベントの司会、RIZIN公式インタビュアー、RIZINバックステージ生配信のリポーター、RIZIN公式YouTubeチャンネルの番組への定期出演、定額制動画配信サービス『RIZIN 100 CLUB』の動画への定期出演、RIZINガール2023オーディションの審査員を務めるなど、RIZINの仕事を続けている。

### RIZINガール卒業後
2023年、TEAM TOM'Sでのレースクイーン活動が継続となった。前年のTGR TEAM au TOM'S（36号車）からTGR TEAM Deloitte TOM’S（37号車）へ担当車両をスイッチし、「TOM’S Team Attendant」として活動した。
翌2024年もTGR TEAM Deloitte TOM’S（37号車）の「TOM’S Team Attendant」として活動を継続することとなった。
2024年4月、RIZINで活躍する格闘家朝倉未来が代表を務める芸能事務所『MA PROMOTIONS』に所属することが、朝倉氏のYouTubeチャンネルで発表された。加えて、東海林自身のYouTubeチャンネルが開設されることも発表された。
2024年5月、事務所移籍に伴い、契約上レースクイーンを続けることができなくなったことをSNSで報告。

## 人物
- 趣味はカフェ巡りと格闘技観戦。ダンス、マツエク、ネイル施術が特技。
- 美容師免許を所有しており、芸能の仕事を始める以前は、20代のうちに自身の店を持つことが目標だった[11]。
- RIZINガールを志したきっかけは、2018年の大晦日に行われたRIZIN.14の『フロイド・メイウェザー・ジュニア vs. 那須川天心』の試合を山形県の実家のテレビで観たこと[11]。両親ともに格闘技好き（桜庭和志ファン）で、幼い頃から家族そろっての総合格闘技のテレビ観戦が日常茶飯事だった[18]。
- 特に好きなRIZINファイターは「ジョニー・ケース選手。顔がカッコいいです」と回答している[動画 2]。
- 実家で飼っている愛犬ここあを溺愛している[SNS 1]。

### 交友関係
- RISEやK-1のラウンドガールを務めた堀尾実咲と仲が良く、東海林のSNS投稿には「みーちゃん」「めろぽん」という呼び名で度々登場する[SNS 2][SNS 3]。2022年6月に開催されたTHE MATCH 2022では、それぞれがRIZINとK-1から選抜される形で、東京ドームのリングにおいてラウンドガールとして共演を果たした[19]。堀尾のYouTubeチャンネルの動画を東海林が撮影したりもしている[動画 3]。
- TGR TEAM au TOM'Sで共に活動した美月千佳とも仲が良い[SNS 4]。美月を愛称「みづきち」で呼んでおり、2人で旅に出かけた際のSNS投稿には、2人の愛称を組み合わせた「ぽんきち旅」というタグがよく付けられている[SNS 5]。

### RIZIN公式出演番組
- RIZIN.19 直前番組 女子会SP（出演：榊原信行、川村那月、上妻未来、東海林里咲、あい）（2019）[動画 4]
- RIZIN冬祭り 2019 前夜祭（2019）[動画 5]
- RIZIN.22-23 直前番組（出演：榊原信行、佐々木憂流迦、RENA、東海林里咲、澤田実架）（2020）[動画 6]
- RIZINトーク - ゲスト：斎藤裕（出演：東海林里咲、笹原圭一）（2020）[動画 7]
- 斎藤裕が得意技をラファエル・RIZINガールにかけてみたら（出演：斎藤裕、ラファエル、東海林里咲、澤田実架）（2020）[動画 8]
- お宮の松にドッキリ企画「RIZINガールがNGばかりで撮影どころじゃなくなりました」（2020）[動画 9]
- RIZIN.24 直前番組（出演：東海林里咲、久保田杏奈、相沢菜々子、山口梓、上運天美聖）（2020）[動画 10]
- RIZIN.25 会見後インタビュー（出演：朝倉未来、斎藤裕、東海林里咲、他）（2020）[動画 11]
- RIZIN.26 直前番組（出演：榊原信行、トム・ブラウン、東海林里咲、五十嵐ちほ、北岡悟、渡辺華奈）（2020）[動画 12]
- RIZIN.29 直前番組（出演：榊原信行、東海林里咲、トム・ブラウン、堀江圭功、浜崎朱加、所英男、くるみ）（2021）[動画 13]
- RIZINガール2021 - 地獄の50時間合宿 in 淡島（前編）（出演：東海林里咲、RIZINガール）（2021）[動画 14]
- RIZINガール2021 - 地獄の50時間合宿 in 淡島（後編）（出演：東海林里咲、RIZINガール）（2021）[動画 15]
- RIZINガール2021 - 地獄の50時間合宿 in 淡島（ダンス対決）（出演：東海林里咲、RIZINガール）（2021）[動画 16]
- RIZINバンタム級 JAPAN GP 1st Round 組み合わせ抽選会（出演：選手16名、東海林里咲、澤田実架）（2022）[動画 17]
- RIZINトーク - ゲスト：弥益ドミネーター聡志（出演：ブラックパンサー・ベイノア、東海林里咲）（2022）[動画 18]
- RIZIN.34で激勝！弥益ドミネーター聡志にご褒美施術『湘南美容クリニック』（出演：アマレス兄弟、東海林里咲）（2022）[動画 19]
- RIZIN冬祭り2022 徹底解説SP with 東海林里咲（出演：鈴木芳彦、東海林里咲）（2022）[動画 20]
- RIZIN.40 ミコライブ舞台裏動画（2022）[動画 21]
- RIZIN Fighter's History ~2022年の軌跡~（出演：榊原信行、鈴木芳彦、東海林里咲、笹原圭一、石渡伸太郎）（2022）[動画 22]
- 超RIZIN.2 直前 真夏のファンミーティング （出演：アマレス兄弟、東海林里咲、川尻達也、矢地祐介、杉山しずか、パトリシオ・ピットブル、パトリッキー・ピットブル）（2023）[動画 23]

　※RIZINの会見・前日公開計量への出演動画は数が多いため除外

## 活動

### レースクイーン
| 年     | カテゴリー | チーム名 / ユニット名                        | 他メンバー        |
| ------ | ---------- | -------------------------------------------- | ----------------- |
| 2021年 | SUPER GT   | Yogibo Racing Yogibo Racing Girls            | 青木もも          |
| 2022年 | SUPER GT   | TGR TEAM au TOM'S にゃんこ大戦争ガールズ     | 美月千佳          |
| 2023年 | SUPER GT   | TGR TEAM Deloitte TOM’S TOM’S Team Attendant | 一ノ瀬のこ、 轟凛 |
| 2024年 | SUPER GT   | TGR TEAM Deloitte TOM’S TOM’S Team Attendant | 林れむ            |

### イベントコンパニオン
| イベント名       | 出演年 | 出演ブース   | 備考           |
| ---------------- | ------ | ------------ | -------------- |
| 東京オートサロン | 2023年 | TOM’S/KeePer | 岡島彩花と共演 |
| 東京オートサロン | 2024年 | TOM'S        | 岡島彩花と共演 |

### RIZINでの活動
2019年から2022年までの3期に渡って、格闘技イベントRIZINのラウンドガールユニットである「RIZINガール」を務めた。2019年のRIZIN.17でデビューし、2022年のRIZIN.37で卒業を迎えた。
RIZINガール卒業後も、RIZINの魅力を伝えるべく、RIZINにまつわるコンテンツのMCやレポーターとして活動している。2022年に開催された超RIZIN/RIZIN.38とRIZIN.40では、会場バックヤードでのミコライブ生配信でレポーターを務め、当日会場入りした選手やセコンドたちへの突撃リポートを行った。12月28日から30日にかけて六本木ヒルズアリーナで開催された「U-NEXT presents RIZIN冬祭り2022」では、アンバサダーを務めた。2023年に開催された超RIZIN.2等では、定額制動画配信サービス「RIZIN 100 CLUB」で公開される勝利者インタビューを担当した。

## 出演

### テレビ
- テレビ朝日 「警視庁・捜査一課長2020」  初回2時間スペシャル 河合奏奈役
- 朝日放送テレビ「トリニクって何の肉!?」(VTR)
- dTV「キスマイどきどきーん！快感インストール」
- 日本テレビ 「アプリで恋する20の条件」
- フジテレビ「芸人サバイバルトーク！上田に火をつけろ 」
- テレビ朝日「監察の一条さん」セイラ役
- TBSテレビ「キングオブコント2023」アシスタント[SNS 6]

### 雑誌
- GALS PARADISE（三栄）
- ギャルパラ・プラス（三栄）
- AKIBA Spec (ELECTRO IMAGING)
- マキノ出版 「安心」

### 広告
- DHC唐津シーサイドホテル
- SHO-BIカラーコンタクト

### イベント
TOM'S関連
- GR Garage 小牧 5th Anniversary Fair Supported by TOM'S（2023年6月10日 - 11日、NTP名古屋トヨペット GR Garage 小牧）[26]
- ウエインズトヨタ神奈川 presents EVキッズカート in アリオ橋本（2023年9月30日、アリオ橋本グランドガーデン） - 丸りおなと共演[SNS 7][SNS 8]

#### SNS
1. ↑  東海林里咲 [@risaaa_0411] (2022年2月3日). "実家で必死に私を見てる ここあが可愛すぎる…（´-`）.｡oO". X（旧Twitter）より2023年11月17日閲覧。
2. ↑  東海林里咲 [@risaaa_0411] (2020年11月7日). "週1みーちゃん🐰 話が尽きないんだよなあ。". X（旧Twitter）より2023年11月17日閲覧。
3. ↑  東海林里咲 [@risaaa_0411] (2021年12月26日). "今日も1日お疲れ様でした。めろぽんサンタだよ". X（旧Twitter）より2023年11月17日閲覧。
4. ↑  https://twitter.com/risaaa_0411/status/1645936018376491008
5. ↑  https://twitter.com/risaaa_0411/status/1743968652268126662
6. ↑  東海林里咲 [@risaaa_0411] (2023年10月21日). "本日のキングオブコント2023 番組アシスタントさせていただきました". X（旧Twitter）より2023年11月17日閲覧。
7. ↑  
東海林里咲 [@risaaa_0411] (2023年9月30日). "TOM'S キッズEVカートイベント@アリオ橋本 急な告知にも関わらず来てくれた方ありがとう". Instagramより2023年11月17日閲覧。
8. ↑  丸りおな [@81_rionakun] (2023年9月29日). "明日9／30は10:00〜17:15 までアリオ橋本 グランドガーデンに居ます!!". X（旧Twitter）より2023年11月17日閲覧。

#### 動画
1. ↑  “ある女性と契約しました”.   ふわっとmikuruチャンネル. 2024年4月23日閲覧。
2. ↑  『【RIZINファイター・RIZINガール出演】スカパー！ presents RIZIN.22 & RIZIN.23 見どころ徹底解剖～直前スペシャル～』RIZIN公式YouTubeチャンネル、2020年。
3. ↑   (日本語) 【VLOG】ディズニーランドでホロ酔い🍺 2023年5月30日閲覧。
4. ↑  『RIZIN.19 直前番組 女子会 with 榊原信行 （出演：榊原信行、川村那月、上妻未来、東海林里咲、あい）』RIZIN公式YouTubeチャンネル、2019年。
5. ↑  『RIZIN冬祭り 2019 前夜祭』RIZIN公式YouTubeチャンネル、2019年。
6. ↑  『RIZIN.22 & RIZIN.23 見どころ徹底解剖～直前スペシャル～』RIZIN公式YouTubeチャンネル、2020年。
7. ↑  『RIZINトーク 第2回 ゲスト：初代RIZINフェザー級チャンピオン 斎藤裕 (出演：東海林里咲、笹原圭一)』RIZIN公式YouTubeチャンネル、2021年。
8. ↑  『【RIZIN王者】斎藤裕が得意な技をラファエル軍団＆RIZINガールにかけてみたらどうなる？』RIZIN公式YouTubeチャンネル、2020年。
9. ↑  『お宮の松にドッキリ企画 - 「RIZINガールがNGばかりで撮影どころじゃなくなりました。」』RIZIN公式YouTubeチャンネル、2020年。
10. ↑  『【RIZINガールが登場！】RIZINショッピング！～Yogibo presents RIZIN.24直前スペシャル～』RIZIN公式YouTubeチャンネル、2020年。
11. ↑  『RIZIN.25 記者会見の裏側で語られる思いとは！？』RIZIN公式YouTubeチャンネル、2020年。
12. ↑  『RIZIN.26直前 生放送番組（出演：トム・ブラウン、榊原信行、北岡悟、渡辺華奈、東海林里咲、五十嵐ちほ、他）』RIZIN公式YouTubeチャンネル、2020年。
13. ↑  『RIZIN.29 直前番組（出演：榊原信行、東海林里咲、トム・ブラウン、堀江圭功、浜崎朱加、所英男、くるみ）』RIZIN公式YouTubeチャンネル、2021年。
14. ↑  『【RIZINガール2021】地獄の50時間合宿 in 淡島 （前編）』RIZIN公式YouTubeチャンネル、2021年。
15. ↑  『【RIZINガール2021】地獄の50時間合宿 in 淡島 （後編）』RIZIN公式YouTubeチャンネル、2021年。
16. ↑  『RIZINガール2021 合宿SP - ダンス対決』RIZIN公式YouTubeチャンネル、2021年。
17. ↑  『RIZIN JAPAN GRAND-PRIX 2021 バンタム級トーナメント 1st ROUND 抽選会 2021/03/26』RIZIN公式YouTubeチャンネル、2021年。
18. ↑  『RIZINトーク - ゲスト：弥益ドミネーター聡志（出演：ブラックパンサー・ベイノア、東海林里咲）』RIZIN公式YouTubeチャンネル、2022年。
19. ↑  『RIZIN.34激勝！弥益ドミネーター聡志にご褒美施術！！【湘南美容クリニック】』RIZIN公式YouTubeチャンネル、2022年。
20. ↑  『RIZIN冬祭り2022 徹底解説 with 東海林里咲』RIZIN公式YouTubeチャンネル、2022年。
21. ↑  （日本語）『RIZIN.40 | ミコライブ舞台裏映像』ミコライブ公式チャンネル、2022年。2024年4月22日閲覧。
22. ↑  『RIZIN Fighter's History ~2022年の軌跡~（出演：榊原信行、鈴木芳彦、東海林里咲、笹原圭一、石渡伸太郎）』RIZIN公式YouTubeチャンネル、2022年。
23. ↑  『【超RIZIN.2】U-NEXT presents 真夏の超ファンミーティング（司会：東海林里咲、アマレス兄弟）』RIZIN公式YouTubeチャンネル、2023年。
24. ↑   (日本語) RIZIN.17 公開計量 2023年5月30日閲覧。